# FILMETS Badalona Film Festival
FILMETS Badalona Film Festival es un festival internacional de cortometrajes que se celebra anualmente en diferentes salas de la ciudad de Badalona entre los meses de octubre y noviembre. El Festival empezó el año 1969 y celebró en 2019 su cincuenta aniversario. El festival ofrece en cada edición la Venus de Honor a personajes destacados del sector. FILMETS Badalona Film Festival ganó en 2012 el Premio Especial a Mejor Festival del Año en el Festival Busan International Film Festival (BIFF).

## Historia
Badalona celebró la primera edición del antiguo festival en 1969, de carácter bienal. La sección de Cine Amateur del Museo fue la entidad que organizaba aquel certamen internacional con el nombre "Mundial Badalona de Cine Amateur" y celebraba también otros concursos como Imágenes (para miembros de la entidad), el Festival Nacional de la Canción Filmada (de ámbito estatal) y el Certamen de Cine Religioso y Valores Humanos (de AMIB estatal). La entidad mantenía colaboración con los principales festivales de cine amateur de Cataluña, como los que se celebraban en Barcelona (Unión de Cineastas Amateurs, Centro Excursionista de Cataluña o Agrupación Fotográfica) y otros de Figueras, Terrassa, Valls, Mataró, Manresa, etc. Estos festivales proyectaban películas en 8 mm, Súper8, Single 8 y 16 mm, donde destacaban obras de los cineastas amateurs Tomás Mallol, Rafael Marcó, Toni Garriga, Tomás Freixas, Arnal Licer, Enrique Montón, Agustín y Rafael Argelich, entre otros.
A finales de los años 80 se creó una nueva asociación, con el nombre de Cineastas Independientes de Badalona, que se hizo cargo del nuevo festival, "Festival Internacional de Cine y Vídeo de Badalona", hasta finales de los años 90.
En 2001, el Ayuntamiento de Badalona y Badalona Comunicació SA, con el apoyo de miembros históricos del festival, pusieron en marcha la 27a edición del nuevo festival, con el nombre de FILMETS Badalona Film Festival. Aquella nueva edición contó con 400 cortometrajes inscritos y 2.000 espectadores. Desde su recuperación, ha contado con la participación de los principales cortometrajistas catalanes y del resto del estado y en sus once años de la nueva etapa han participado talentos del cine que posteriormente han destacado con la producción de largometrajes de impacto mundial. Algunos de los directores que han participado en el festival son Álex de la Iglesia, Fernando Trullols, Jaume Balagueró, Paco Plaza, Kiko Maillo, Judith Colell, Mar Coll, Àlex Pastor o Bill Plympton, entre otros, así como la participación de destacados cineastas de renombre internacional como Steven Spielberg, George Lucas y Pedro Almodóvar o Juan Antonio Bayona. 
El jurado internacional ha estado integrado por personas de reconocido prestigio en el panorama audiovisual de entre los cuales destacan Manuel Huerga, Josep Maria Forn, Roland Nguyen, Joao García, Ventura Pons, Lluís Marco, Roger Coma, Román Gubern, Florence Keller, Jaume Figueras, Daniel Horvath, Oriol Sala-Patau, o Judith Colell, miembro de la junta directiva de la Academia de las Artes y las Ciencias Cinematográficas de España. En los últimos años han asistido profesionales del sector de la distribución del cortometraje como Marvin&Wayne, Freak, Kimuak, Catalan Films, Agence du Court Métrage, Nikita Distribution, France TV, o programadores de festivales como Medit, Mecal, Fec Cambrils- Reus, Cittadella di Corto, L'Alternativa, BIFF, El meu primer festival o BCN Sports Film.

## Secciones
- Secciones oficiales: sesiones con la programación internacional oficial del festival sin una temática específica.
- Filmets en familia: sesiones de cortometrajes de animación para los más pequeños (de 3 a 12 años).
- País invitado: sesión del programa internacional dedicada a la filmografía de un país invitado diferente cada año.
- Manifest: cortometrajes de temática política y reivindicativa.
- Filmets jove: proyecciones del programa internacional para estudiantes de primaria y secundaria.
- Sesión golfa: los cortos más osados y radicales.
- La mar de Filmets, Cine de la Mediterránea: sesión dedicada a la filmografía de los países y zonas de la Mediterránea.
- Cine del Quebec: sesión dedicada a la cinematografía del Quebec.
- Cine de Galicia: sesión especial de los cortometrajes nominados y ganadores de los premios Maestre Mateo 2013, en colaboración con la Academia del Cine Catalán y la l’Academia do Cine Galego.
- Derechos Humanos: cortometrajes de cariz social en colaboración con la Federación Catalana de ONG por la Paz, los Derechos Humanos y el Desarrollo.
- Cine histórico: dedicada este año a la filmografía de Jesús Morales, cofundador de la Sección de Cine Amateur del Museo Municipal de Badalona SCAMM.
- Badalona en curt: cortometrajes de autores badaloneses.
- Filmets per a tothom: cortometrajes para niños y jóvenes con discapacidad psíquica y física.
- Petit Filmets: sesión que acerca el mundo del cine a los más pequeños, para niños de menos de 4 años.
- Filmets en las Bibliotecas: sesión de cortos infantiles en todas las bibliotecas de la ciudad durante los meses precedentes al festival.
- Retrospectiva, especial 40 aniversario: durante la 40a edición se celebra una sesión retrospectiva con los cortometrajes emblemáticos de la historia del festival.

## Premios Venus de Badalona
- 1971 APRIL SHOWER, Gordon Rawley - Reino Unido
- 1972 DESERT
- 1973 POCA COSA SABEM, Tomàs Mallol - Cataluña (España)
- 1974 A PASSING PHASE, Derek Phillips - Reino Unido
- 1975 RHAPSODY IN BLUE, Eduard Tschokl - Austria
- 1976 EL PITUS, Eugeni Anglada - Cataluña (España)
- 1977 GRANJA AZUL, Ray H. Marr - EUA
- 1978 FOUR VIEWS, Sheila Graber - Reino Unido
- 1979 MEXICAN LIGTHS, Kurt Keil - Austria
- 1980 RETRAT, Jan Baca - Toni Garriga - Cataluña (España)
- 1981 ONE, Robert Just - EUA
- 1982 FAT CHANCE, University Southern California - EUA
- 1983 EXTENDED PLAY, D.Cascy - EUA
- 1984 JAZZ, C.I.N.E. - EUA
- 1985 Q. IS FOR QUEST, D.Baumman - EUA
- 1986 HEROES, Camille Thomasson - EUA
- 1987 CHICKEN THING, Todd Holland - EUA & PHOTO ALBUM, Enrique Oliver - EUA
- 1988 DIRTY LITTLE SECRETS, Peter Gould - EUA
- 1989 PROMISED LAND, Pat Verducci - EUA
- 1990 THE NIGTH VISITORS, Richard Ollive - Reino Unido
- 1991 FLOWER PLANET, Marck Kirkland - EUA
- 1992 AMOR IMPASIBLE, Iñaki Arteta - Euskadi (España)
- 1993 LA JUGADA, José y Manuel Lagares - Cataluña (España)
- 1994 THE PAINTER, Noah Emmerich, EUA
- 1995 GASTROPOTENS II: MUTACIÓN TÓXICA, Pablo Llorens - España
- 1997 CORUÑA IMPOSIBLE, Francisco Raúl - España
- 2001 LE RÉVEIL, Marc-Henri Wajnberg & WAJNBROSSE PRODUCTIONS - Bélgica
- 2002 SQUASH, Lionel Bailliu - Francia
- 2003 SCOTCH, Julien Rambaldi - Francia
- 2004 MEINE ELTERN, Neele Leana Vollmar - Alemania
- 2005 WEST BANK STORY, Ari Sandel - EUA
- 2006 STARFLY, Beryl Koltz - Luxemburgo
- 2007 THE TUBE WITH A HAT, Radu Jude - Rumania
- 2008 TÜRELEM, Laszlo Nemes - Hungría
- 2009 THIS IS HER, Katie Wolf –Nueva Zelanda
- 2010 HURLEMENT D’UN POISSON, Sébastien Carfora – Francia
- 2011 TUSSILAGO, Jonas Odell – Suecia
- 2012 OH WILLY, Emma de Swaef i Marc James Roels – Bélgica
- 2013 THE MASS OF MEN, Gabriel Gauchet - Reino Unido
- 2014 PADRE, Santiago Bou Grasso - Argentina
- 2015 ISAND (THE MASTER), Riho Unt - Estonia
- 2016 ENNEMIS INTÉRIEURS, Sélim Azzazi – Francia
- 2017 MINDENKI (SING), Kristóf Deák –  Hungría
- 2018 SELFIES, Claudius Gentinetta – Suiza
- 2019 SKIN, Guy Nattiv - Estados Unidos de América
- 2020 WHITE EYE, Torner Shushan - Israel